# Blindklokrypare
Blindklokrypare (Chernetidae) är en familj av spindeldjur. Enligt Catalogue of Life ingår blindklokrypare i överfamiljen Cheliferoidea, ordningen klokrypare, klassen spindeldjur, fylumet leddjur och riket djur, men enligt Dyntaxa är tillhörigheten istället ordningen klokrypare, klassen spindeldjur, fylumet leddjur och riket djur. Enligt Catalogue of Life omfattar familjen Chernetidae 652 arter. 

## Dottertaxa till blindklokrypare, i alfabetisk ordning[1][2]
- Acanthicochernes
- Acuminochernes
- Adelphochernes
- Allochernes
- Americhernes
- Anaperochernes
- Anthrenochernes
- Antillochernes
- Apatochernes
- Asterochernes
- Atherochernes
- Austrochernes
- Barbaraella
- Bipeltochernes
- Bituberochernes
- Byrsochernes
- Cacoxylus
- Caffrowithius
- Calidiochernes
- Calymmachernes
- Caribochernes
- Ceratochernes
- Ceriochernes
- Chelanops
- Chelodamus
- Chernes
- Chiridiochernes
- Chrysochernes
- Cocinachernes
- Conicochernes
- Coprochernes
- Cordylochernes
- Corosoma
- Cyclochernes
- Dasychernes
- Dendrochernes
- Dinocheirus
- Dinochernes
- Diplothrixochernes
- Epactiochernes
- Epichernes
- Eumecochernes
- Gelachernes
- Gigantochernes
- Gomphochernes
- Goniochernes
- Haplochernes
- Hebridochernes
- Hesperochernes
- Heterochernes
- Hexachernes
- Illinichernes
- Incachernes
- Indochernes
- Interchernes
- Lamprochernes
- Lasiochernes
- Lustrochernes
- Macrochernes
- Maorichernes
- Marachernes
- Maxchernes
- Megachernes
- Meiochernes
- Mesochernes
- Metagoniochernes
- Mexachernes
- Mirochernes
- Mucrochernes
- Myrmochernes
- Neoallochernes
- Neochelanops
- Neochernes
- Nesidiochernes
- Nesiotochernes
- Nesochernes
- Nudochernes
- Ochrochernes
- Odontochernes
- Opsochernes
- Orochernes
- Pachychernes
- Paracanthicochernes
- Parachernes
- Parapilanus
- Paraustrochernes
- Parazaona
- Petterchernes
- Phaulochernes
- Phymatochernes
- Pilanus
- Pselaphochernes
- Pseudopilanus
- Reischekia
- Rhinochernes
- Rhopalochernes
- Satrapanus
- Semeiochernes
- Smeringochernes
- Spelaeochernes
- Sphenochernes
- Sundochernes
- Sundowithius
- Systellochernes
- Teratochernes
- Thalassochernes
- Thapsinochernes
- Troglochernes
- Tuberochernes
- Tychochernes
- Verrucachernes
- Wyochernes
- Xenochernes
- Zaona